# Roca Partida
Roca Partida est la plus petite des îles Revillagigedo, un archipel volcanique mexicain de l'océan Pacifique. L'îlot est le sommet émergé d'un volcan sous-marin et a une superficie d'à peine 0,003 km² pour une hauteur maximale de 34 mètres. Elle est inhabitée.

## Histoire
L'îlot aurait été découverte en 1542 par Ruy Lopez de Villalobos, mais d'autres sources indiquent José Camacho en 1779.

### Origine du nom
Le nom de Roca Partida, a été donné par son découvreur d'après sa forme ; il signifie rocher divisé  en espagnol.

## Géographie

### Géologie
Il s'agit d'un neck, relief volcanique résiduel correspondant au conduit d'une  cheminée qui s'est solidifiée à la fin d'une éruption et qui a été ensuite dégagée par l'érosion.

### Flore et faune
Il n'y a pas d'animaux ni de plantes sur l'îlot, mais les eaux l'entourant regorgent de vie marine. Plusieurs espèces d'oiseaux marins se reproduisent sur le rocher, dont le fou de Grant (Sula granti) ; le fou brun du Pacifique Nord-Est (Sula leucogaster brewsteri) ; la sterne fuligineuse du Pacifique Est (Onychoprion fuscatus crissalis), une sous-espèce dont la distinction est douteuse ; et le noddi brun du Pacifique Est (Anous stolidus ridgwayi).